# Curimopsis moosilauke
Curimopsis moosilauke là một loài bọ cánh cứng trong họ Byrrhidae. Loài này được Johnson miêu tả khoa học năm 1986.